# Человек-факел
Челове́к-фа́кел (англ. Human Torch), настоящее имя — Джо́натан «Джо́нни» Шторм (англ. Jonathan "Johnny" Storm) — супергерой комиксов издательства Marvel Comics, член-основатель Фантастической четвёрки. Он был создан сценаристом Стэном Ли и художником Джеком Кирби, будучи переосмыслением похожего, более раннего персонажа андроида Человека-факела, который использовал тот же псевдоним и владел аналогичными способностями, и был создан сценаристом-художником Карлом Бургосом в 1939 году для Timely Comics, компании, предшествующей Marvel Comics.
Как и другие члены Фантастической четвёрки, Джонни Шторм получил свои суперспособности в результате воздействия космических лучей. Он может покрывать своё тело огнём, летать, поглощать огонь без какого-либо вреда для своего тела и управлять им по собственному желанию. «Пламя!» — высказывание, которое обычно произносит Джонни в момент активации способностей, стало его коронной фразой. Будучи самым младшим членом команды, Джонни Шторм представлен как дерзкий и импульсивный человек на контрасте со своей сдержанной, рассудительной и милосердной старшей сестрой Сьюзан Шторм, здравомыслящим зятем Ридом Ричардсом и ворчливым другом Беном Гриммом. В начале 1960-х годов он играл главную роль в серии сольных приключений, опубликованной в Strange Tales. Также Человек-Факел является близким другом и частым союзником супергероя Человека-паука, с которым примерно одного возраста.
Роль Человека-факела в кино исполняют: Джей Андервуд в невыпущенном фильме «Фантастическая четвёрка», Крис Эванс в фильме «Фантастическая четвёрка» (2005), его сиквеле 2007 года и в фильме «Дэдпул и Росомаха» (2024); Майкл Б. Джордан в фильме «Фантастическая четвёрка» (2015). В фильме «Фантастическая четвёрка: Первые шаги» (2025), действие которого разворачивается в рамках медиафраншизы «Кинематографическая вселенная Marvel», персонажа сыграл Джозеф Куинн.

## История публикаций
Созданный сценаристом Стэном Ли и художником Джеком Кирби, Джонни Шторм является переосмыслением оригинального персонажа Карла Бургоса, носившего имя Человек-факел, разработанного для Timely Comics в 1939 году. Шторм дебютировал в The Fantastic Four #1 (Ноябрь, 1961), выступая в качестве члена-основателя первой супергеройской команды Marvel Фантастической четвёрки. В изложении синопсиса для первого выпуска серии Ли передал Кирби, что в соответствии с Кодексом издателей комиксов Человек-факел мог сжигать только предметы, но никак не людей. В течение долгих лет публикации комикса Джонни Шторм, будучи младшим братом Сьюзан Шторм, известной как Невидимая девушка, был главным возмутителем спокойствия в команде.
Кроме того, он обзавёлся собственной сольной серией, публиковавшейся в Strange Tales #101-134 (Октябрь, 1962 — июль, 1965), минисерии The Human Torch (Сентябрь, 1974 — ноябрь 1975), состоящей из восьми выпусков, двенадцати-серийной серии Human Torch (Июнь 2003 — июнь 2004) от сценариста Карла Кеселя и художника Скотти Янга, а также серии-кроссовере Spider-Man / Human Torch (Март — июль 2005) от сценариста Дэна Слотта и художника Тая Темплтона, численностью в пять выпусков.
Первоначально, Человек-факел регулярно фигурировал в Marvel Team-Up, однако был исключён из серии после трёх выпусков, поскольку создатели комикса сочли подобную концепцию однообразной. Он участвовал в двух ван-шотах, Spider-Man & the Human Torch in… Bahia De Los Muertos! #1 (Май, 2009) от сценариста Тома Беланда и художника Хуана Ду и Incredible Hulk & the Human Torch: From the Marvel Vault #1, раннее неопубликованном материале с 1984 года, первоначально предназначенного для Marvel Team-Up, выпущенного Джеком Харрисом, от сценариста и художника Карла Кеселя и художника задников Стива Дитко.

## Биография

### Ранняя жизнь
Джонни Шторм и его старшая сестра Сьюзан выросли в Нью-Йорке, на Лонг Айленде. Их мать, Мэри Шторм, погибла в автокатастрофе, что сильно отразилось на их отце, докторе Франклине Шторме. После смерти жены доктор Шторм превратился в картёжника и пьяницу, потеряв свою медицинскую практику, что в итоге натолкнуло его на неумышленное убийство ростовщика. Франклин отказался от средств защиты в суде, так как всё ещё винил себя в смерти жены. Дети переехали к своей тёте. Проведя юность в пригороде Гленвилль, Джонни увлёкся машинами, несмотря на обстоятельства, при которых погибла его мать, и стал квалифицированным механиком.

Первое появление Фантастической четвёрки на обложке The Fantastic Four #1 (Ноябрь, 1961). Художник — Джек Кирби.

В возрасте 16 лет Джонни отправился в Калифорнию навестить свою сестру, которая переехала туда в надежде стать актрисой. К этому моменту девушка была обручена с гениальным учёным Ридом Ричардсом, конструирующим собственный межпланетный корабль с целью отправиться на нём в космос. Как раз во время визита Джонни к родственникам правительство пригрозило закрыть финансирование проекта Ричардса, и тот решил срочно отправить корабль на тестовое испытание. Пилотировать его вызвался лучший друг Рида Бен Гримм, а Сьюзан и Джонни стали пассажирами. Однако в космосе произошла катастрофа и звездолёт попал под воздействие космического облучения. Друзьям пришлось экстренно вернуться на Землю, но их судьба навеки изменилась. Лучи перестроили генетическую структуру клеток Джонни, и он научился покрывать своё тело горящей плазмой, не чувствуя при этом никакой боли. Кроме того, Джонни обнаружил, что умеет летать, впитывать огонь и стрелять пламенем. Команда назвалась Фантастической четвёркой и решила использовать полученные суперсилы на благо человечества. Шторм взял себе имя Человек-факел, принадлежавшее роботу-герою Второй мировой войны. Поссорившись со своими товарищами по команде после сражения с Чудотворцем, Джонни покинул Фантастическую четвёрку и столкнулся с потерявшим память бродягой, которому помог избавиться от амнезии. Им оказался антигерой Нэмор Подводник, один из трёх популярнейших супергероев 40-х годов. Обнаружив Атлантиду в руинах, Нэмор объявил войну человечеству, но Фантастической четвёрке удалось остановить его.
Хотя он и был участником известной супергеройской команды, Джонни продолжил посещать среднюю школу в Гленвилле. Он надеялся сохранить тайну личности, однако его одноклассникам было хорошо известно о статусе Джонни. В этот период он столкнулся с суперзлодеями, впоследствии ставшими постоянным противниками Фантастической четвёрки, такими как Чародей и Липкий Пит, позднее известного как Трапстер. Кроме того, не только сверхлюди были соперниками Шторма. Член бойцовской команды средней школы Майк Сноу издевался над ним, что привело к случайному проявлению способностей Человека-факела, которые оставили шрамы на лице задиры. Несмотря на вражду, Сноу скрыл инцидент, так как признал свою вину и был благодарен Джонни за спасение жизни. У Шторма завязались романтические отношения с одноклассницей Дорри Эванс, но вскоре ей надоели постоянные исчезновения Джонни и она бросила его.

### Колледж
После окончания средней школы Шторм поступил в колледж. Там он подружился со своим соседом по комнате Уайатом Уингфутом. Также Джонни познакомился с оригинальным Человеком-факелом из 1930-х и 1940-х годов. Примерно в это же время Шторм встретил Кристалл, представительницу Королевской семьи расы сверхлюдей под названием Нелюди, и влюбился в неё. Когда их отношения завершились, Кристалл вернулась в свой родной город Аттилан и, в конечном итоге, вышла замуж за Ртуть. Подавленный Джонни попытался двигаться дальше, обнаружив, что его школьная подруга Дорри Эванс вышла замуж и родила двоих детей. Шторм бросил колледж, но остался другом Уингфута, который часто участвовал в приключениях Фантастической четвёрки.
В конце концов Шторм начал встречаться с девушкой, которую считал настоящей Алисией Мастерс, однако впоследствии выяснилось, что та на самом деле была представительницей расы Скруллов по имени Лайджа, которая маскировалась под Алисию. Уже некоторое время спустя после состоявшейся свадьбы Шторм раскрыл истинную личность Алисии, узнав, что Лайджа была беременна его ребёнком. Затем он стал свидетелем мнимой смерти Лайджи и спас настоящую Алисию от Скруллов.
Джонни ненадолго присоединился к команде своего племянника Франклина Ричардса под названием Фантастическая сила. Во время приключений команды он сражался со своим двойником из другого измерения, Вангаардом. Кроме того, выжившая Лайджа выдавала себя за студентку Лору Грин и встречалась со Штормом, чтобы оставаться рядом с ним. Джонни раскрыл её секрет во время поцелуя, однако долгое время не говорил ей об этом.

### Гражданская война
В попытках построить актёрскую карьеру Шторм получил роль героя Дикого Запада по прозвищу Роухайд Кид, однако продюсеры фильма переосмыслили своё решение и отдали роль Лону Зелигу (который на самом деле являлся замаскированным Супер-Скроллом). Снявшись в нескольких телешоу, Шторм некоторое время работал пожарным по просьбе своего бывшего одноклассника Майка Сноу. Позже он вернулся к профессии в период, когда Фантастическая четвёрка нуждалась в деньгах. Чтобы приучить своего младшего брата к труду, Сьюзан назначила его финансовым директором Fantastic Four Incorporated. Тем не менее, в ходе его правления сотрудники организации попытались подставить Шторма, в результате чего он прекратил свою деятельности на посту директора.
После глобальной битвы с суперзлодеем и диктатором Доктором Думом, лидер Фантастической четвёрки Рид Ричардс попытался претендовать на должность правителя Латверии. Это событие настроило правительство США и остальных членов команды Фантастической четвёрки против самого Рида. Это привело к мнимой смерти Бена Гримма и последующему распаду Фантастической четверки. Шторм занялся ремонтом автомобилей. Позже выяснилось, что Гримм выжил. Вскоре Джонни начал общаться по интернету с девушкой по имени Коул. Когда Шторм встретился с ней, та оказалась дочерью давнего врага команды — Чародея. После конфронтации с суперзлодеем, который скрылся вместе с Коул, Шторм продолжал надеяться встретиться с ней снова. Некоторое время Шторм выступал герольдом могущественного космического существа Галактуса, став Мальчиком-невидимкой после обмена сил со Сью.
Находясь на свидании, Джонни Шторм был избит перед ночным клубом местными жителями, которые были возмущены тем, что его статус супергероя/знаменитости предоставляет ему проход без очереди, подпитывая свою ненависть недавним инцидентом в Стамфорде. Ни один из его товарищей по команде не был рядом с ним, когда Джонни пришёл в себя, поскольку в этот момент развернулась Гражданская война, разделившая сверхлюдей на два лагеря — сторонников акта регистрации и противников. Изначально Человек-факел выступал на стороне Железного человека, но после убийства Билла Фостера во время противостояния двух фракций Джонни и Сью присоединились к Тайным Мстителям Капитана Америки. Благодаря Нику Фьюри брат и сестра получили новые личности, как муж и жена, чему оба не были рады. После окончания Гражданской войны Человек-факел и Невидимая леди воссоединились с оставшейся частью Фантастической четвёрки. Тем не менее Риду и Сью пришлось на время покинуть команду, чтобы разобраться в своих отношениях, а на замену им пришли Чёрная пантера и Шторм.

### Мировая война Халка
Во втором выпуске ограниченной серии World War Hulk Фантастическая четвёрка противостояла Халку. Рид разработал устройство, воссоздающее образ Часового, чтобы с её помощью временно успокоить Халка. Тем не менее, тот быстро раскрыл обман и вступил в бой против команды. Несмотря на помощь Чёрной пантеры и Шторм, Фантастическая четвёрка потерпела поражение.
Халк превратил Мэдисон Сквер Гарден в гладиаторскою арену. Джонни и другие побеждённые герои находились в плену на более низком уровне. Герои были оснащены теми же дисками повиновения, которые использовались для подавления силы Халка и заставляли его бороться с его спутниками на Сакааре.

### Секретное вторжение
Во время событий Secret Invasion в здание Бакстера проник Скрулл, принявший облик Сью, после чего отправил штаб-квартиру Фантастической четвёрки в Негативную Зону, вместе с Джонни, Беном, Франклином и Валерией внутри. Этим Скруллом оказалась Лайджа, бывшая жена Человека-факела. Благодаря Тинкереру, им удалось вернуться обратно, однако Лайджа, помирившись со Штормом, решила остаться в Негативной Зоне, чтобы разобраться в себе.

### Тёмное правление
Рид решил серьёзно переосмыслить свою жизнь и построил устройство под названием «Мост», которое позволило ему путешествовать между другими реальностями. Тем не менее, как только он запустил «Мост», агенты МОЛОТа вторглись в здание Бакстера и отключили питание в здании, что привело к колебанию мощности, которое отправило Джонни, Сью и Бена в доисторическую эру. В то время, как Рид изучал альтернативные реальности, где Гражданская война закончилась по-другому, Джонни, Сью и Бен путешествовали по всему временному пространству. Вернувшись, они обнаружили вторжение агентов МОЛОТа во главе с Норманом Озборном, но им удалось прогнать его.

### Смерть и воскрешение
В то время, как Рид и Сью покинули здание Бакстера, чтобы разобраться со своими важными делами, группа, известная как Культ Негативной Зоны, пробралась в штаб-квартиру Фантастической четвёрки и открыла портал в Негативную Зону, выпустив почти бесконечную волну приспешников Аннигилуса на Джонни, Бена и детей Фонда Будущего. В этот момент к Франклину вернулись силы и он уничтожил первую вражескую волну. Группа проникла в Негативную Зону, разрабатывая план отражения атаки. Собравшиеся пришли к выводу, что для спасения человечества от волны Аннигиляции кто-то должен остаться и закрыть портал, активировав код блокировки. Бен собирался принести себя в жертву, но Джонни бросил его через портал, после чего к Гримму вернулись его силы. В бою Джонни использовал все свои силы, но так и не смог сжечь всю армию и был захвачен в плен. Аннигилус потребовал, чтобы Джонни открыл портал на Землю, но он отказался и был убит.
Впоследствии он был трижды воскрешён червями целителями, но всякий раз, прежде чем те успевали восстановить его тело, Джонни сжигал их и раз за разом умирал. Наконец черви смогли восстановить его тело, и Джонни был отправлен в тюрьму, где он встретился с Бригадой света. Объединив усилия, им удалось сбежать и напасть на Аннигилуса, и Джонни забрал его Жезл космического контроля. После этого он открыл портал в здание Бакстера и все они вернулись на Землю.
Джонни собрал других членов команды, нарисовав в небе пламенную четвёрку. Сью, Рид, Бен и Питер сели на один из кораблей Аннигиляционной волны под контролем Джонни, который использовал оставшуюся часть кораблей и повёл их в битву против армии Крии. Вскоре Рид и Сью обратились к Галактусу за помощью, после чего Пожиратель миров разрушил силы Крии. В этот момент перед ними предстали Безумные Небожители с целью уничтожить всё живое. Несмотря на попытки команды использовать оружие массового поражения, разработанное Ридами, им не удалось остановить Небожителей. Тем не менее, согласно плану Натаниэля Ричардса, появились взрослые версии Франклина и Валерии. Будущий Франклин использовал свою силу, чтобы исцелить Галактуса и уничтожить с его помощью Небожителей. Позже, в процессе перестраивания здания Бакстера, Мистер Фантастик показал новую штаб-квартиру под названием Фонд и новые костюмы были переданы членам Фонда Будущего, в рамках реформирования Фантастической четвёрки.
Когда Нью-Йорк атаковали чудовища с Анти Земли, Человек-факел пожертвовал своими способностями, чтобы остановить их. Ему удалось частично оправиться после потери сил и сосредоточиться на музыкальной карьере. Во время второго вторжения, вызванного Тихим человеком, Джонни помог некоторым союзникам Фантастической четвёрки покинуть Анти-Землю, когда Мистер Фантастик закрыл порталы из неё. В результате облучения Человек-факел восстановил свои силы.

### Секретные войны и последствия
Осознавая, что человечество обречено, Сью и другие члены Фантастической четвёрки создали спасательный плот в надежде перезапустить человеческую расу после столкновения вселенных 616 и 1610. Тем не менее, в ходе столкновения их вселенной и Ultimate-вселенной часть корабля, где находились Джонни, Сью, Бен и большая часть детей из Фонда Будущего, отделилась. Невидимая леди создала силовое поле вокруг корабля, однако Риду не удалось спасти их, и Джонни, в числе прочих, погиб. Когда Молекулярный человек передал Риду свою силу, тот использовал обретённые способности, чтобы воскресить свою семью, включая Джонни.
В то время, как Рид и Сью продолжили восстанавливать мультивселенную, а Бен присоединился к Стражам Галактики, Джонни остался на Земле и присоединился к Объединённому отряду Мстителей Стива Роджерса. Узнав, что Питер Паркер купил здание Бакстера, Джонни рассвирепел и напал на него, но быстро смягчился, узнав, что Питер лишь хотел сохранить его до возвращения Фантастической четвёрки. Кроме того, Джонни был выбран посредником между жителями Нью-Йорка и Нелюдьми. У него завязались романтические отношения с Медузой, чему был совершенно не рад Чёрный Гром, пообещавший «задуть его, словно свечу». Вскоре об этом узнала и его бывшая девушка Кристалл. Вместе с Нелюдьми и Зверем Джонни участвовал в спасении сына Медузы и Чёрного Грома, Ахуры. В дальнейшем он присоединился к Поразительным Мстителям Стива Роджерса и помог Шельме сжечь отвечающие за телепатию части мозга профессора Ксавьера, тем самым неосознанно давая Гидре возможность использовать его для своей Тайной Империи. Он стал мультимиллиардером, унаследовав богатство Рида Ричардса и Сью Шторм и использовал деньги для восстановления Особняка Мстителей и филантропии.

### Возвращение Фантастической четвёрки
Чтобы помочь Существу оправиться после исчезновения Мистера Фантастика, Женщины-невидимки и их детей, Человек-факел отправился вместе с ним в путешествие по Мультивселенной на поиски членов их семьи.Потерпев неудачу в поисках, они вернулись на Землю. В дальнейшем Человек-факел и Существо воссоединились с Ридом, Сью, Франклином и Валерией во время совместной битвы всех супергероев, которые когда-то состояли в Фантастической четвёрке против Плакальщицы над концом всего сущего. Фантастическая четвёрка одержала победу и вернулась на Землю, где появилась новая команда под названием Фантастикс, во главе с Мисс Америкой, взявшей имя Мисс Фантастикс. Фантастическая четвёрка одобрила деятельность Фантастикс и даже передала команде Здание Бакстера, в то время как сама перенесла штаб на улицу Янси.

## Личная жизнь
Помимо многочисленных романов со смертными женщинами, на протяжении многих лет у Джонни Шторма было множество отношений с другими сверхчеловеческими людьми, включая: представительницу расы Нелюдей Кристалл, будущего герольда Галактуса Фрэнки Рэй, агента империи Скруллов Лайджу, замаскированную под Алисию Мастерс, принцессу Атлантиды Нэмориту, королеву Нелюдей Медузу и участницу команды Люди Икс Шельму.
Кристалл разорвала их отношения из-за неблагоприятных последствий загрязнения Homo sapiens окружающей среды. Фрэнки Рэй приняла решение расстаться когда приняла предложение Галактуса стать его новым герольдом.
Лайджа, замаскированная под бывшую девушку Существа Алисию Мастерс состояла в долгосрочных отношениях со Штормом, вплоть до их брака, пока не выяснилось, что на самом деле она являлась агентом Скруллов. Несмотря на попытки примирения после того, как стало известно, что их «ребёнок» был имплантированным оружием для использования против Фантастической четвёрки. В конечном итоге они расстались на менее чем благоприятных условиях.
Короткие отношения Человека-факела с Нэморитой продолжались до тех пор, пока он не продолжил карьеру в Голливуде. Он недолгое время встречался со своим товарищем по команде Людей Икс Шельмой, после чего какое-то время его девушкой была Медуза. В дальнейшем он и Шельма возобновили отношения, сохраняя их в тайне, однако эти отношения закончились после его мнимой смерти и желания Шельмы воссоединиться с Гамбитом.

## Силы и способности

Панель из The Fantastic Four #1 (Ноябрь, 1961) (слева). Изображение было изменено в переиздании в Fantastic Four Annual #1 (1963) (справа), чтобы соответствовать тому, как был изображён Человек-факел в The Fantastic Four #3. Художником оригинальной иллюстрации выступил Джек Кирби. Изменения внёс Сол Бродски.

В результате воздействия космического излучения, вызвавшего мутацию его организма, Джонни Шторм приобрёл множество сверхсил, так или иначе связанных с огнём. Основная способность Человека-факела заключается в окружении своего тело огненной плазмой без какого-либо вреда для себя. В этой форме он в состоянии летать за счёт отталкивания собственным пламенем позади себя, и генерировать мощные огненные потоки и шары. Ко всему прочему, он способен преобразовывать пламя в кольца и придавать ему другие формы, включая огненный дубликат самого себя, которым он может управлять на расстоянии. Даже находясь в обычном состоянии Джонни может контролировать любой огонь в пределах диапазона своего зрения, увеличивая или уменьшая его по своему усмотрению. Наконец он способен поглощать огонь своим телом без каких-либо негативных последствий.
Плазменное поле, которое окружает его тело, достаточно горячее, чтобы привести к испарению пролетающие в его сторону снаряды, включая пули. Как правило, он не расширяет эту пламенную ауру за пределы нескольких дюймов от своей кожи, во избежание возгорания близлежащих объектов. Апогеем сил Человека-факела является так называемая «Сверхновая», достигающая температуры 1 000 000  °C. Пламя любой температуры ниже этого не в состоянии навредить супергерою. Эффект «Сверхновой» может возникнуть спонтанно, когда Шторм поглощает чрезмерное количество тепла, хотя при необходимости он может мгновенно подавить высвобождение, приложив значительные усилия.
Шторм продемонстрировал высокий уровень контроля над огнём, будучи в состоянии безопасно побрить чужие волосы или держать людей в своей пламенной форме, чтобы его спутники не чувствовали дискомфорта от жары. Джонни расширил познания о природе своих сил, регулярно посещая лекций по пожарной безопасности в различных специализированных служб Нью-Йорка. Однажды, когда он был отравлен, Шторм перегрел свою кровь, чтобы сжечь токсин.
Способность Шторма воспламениться ограничена количеством кислорода в окружающей среде, а его личное пламя может быть потушено достаточным количеством воды, огнезащитной пены и вакуумной средой. Он может мгновенно возродиться после возвращения кислорода без каких-либо осложнений. В ранних выпусках он мог оставаться в пламенном состоянии только до пяти минут за раз, после чего ему требовалось пять минут, чтобы зарядиться, прежде чем снова окутать себя огнём.
В ранних историях о Фантастической четвёрке Джонни буквально становился живым пламенем. В дальнейшем он формировал лишь пылающую ауру.

## Альтернативные версии

### Marvel 1602
В реальности Marvel 1602 Джон Шторм представлен как вспыльчивый юноша, который был вынужден покинуть Лондон по завершении дуэли вместе со своей сестрой Сьюзан, сторонившейся нелюбимого для неё человека. Брат и сестра присоединились к сэру Риду Ричарду и, сопровождая учёного в его странствиях, попали в аномалию, где в результате воздействия радиации приобрели удивительные способности. Четверо искателей приключений продолжили свои странствия до тех пор, пока их не захватила плен Отто фон Дум.
В начале минисерии 1602: Fantastick Four Джон вернулся в высшее общество и снова оказался втянут в дуэль, на этот раз с лордом Уингфутом, обручённым с версией Дорис Эванс 1602 года. Когда его призвали сразиться с Отто фон Думом, Джон похитил Дорис, полагая, что это для её же блага.

### Age of Apocalypse
В этой вселенной Джонни Шторм так и не стал Человеком-факелом. Он был другом Рида Ричардса. Вместе с пилотом Беном Гриммом и сестрой Сьюзан Джонни спас жителей Манхеттена, когда Апокалипсис пришёл к власти. Позже герои попытались улететь на ракете экспериментального образца, созданной Ридом. Разъярённые мутанты саботировали полёт, и тогда Джон вместе с Ридом пожертвовали собой, чтобы отделить от ракеты уцелевших, тем самым спасая их.

### Земля-98
На Земле-98 Джонни женился на Кристалл, которая родила ему дочь Луну и сына Рэя. Кроме того, здесь Шторм возглавлял Фантастическую четвёрку. Его первое появление состоялось в Fantastic Four/Fantastic 4 Annual.

### Земля-65
Во вселенной Паука-призрака Джонни Шторм был частью актёрского состава сериала «Фантастическая четвёрка». Во время поездки в Латверию он и его сестра Сьюзан заключили союз с Доктором Думом и приобрели суперспособности. В дальнейшем, вернувшись в Нью-Йорк, он и Сью начали использовать свои силы в качестве линчевателей, а также убили свою мать и кремировали её тело.
В попытке убрать Призрака-паука со своего пути, Сью и Джонни притворились, что хотят подружиться с ней и объединиться в одну команду. Тем не менее, на следующий день Сьюзан потребовала, чтобы Призрак-паук покинул Нью-Йорк, нарекая себя и Джонни новыми правителями города. Когда Призрак-паук отказалась, Сью окружила её голову силовым полем, лишив воздуха, несмотря на протесты Джонни о том, что Сью обещала не убивать её. Симбиот Призрака-паука напал на Сью, нейтрализовав действие силового поля. После непродолжительного сражения Сью удалось захватить Призрака-паука, но Джонни убедил её дать ей шанс присоединиться к ним. Сьюзан угрожала убить отца Призрака-паука и обратить жителей города против неё с помощью постановочного видео, в результате чего Призрак-паук была вынуждена отправиться на Землю-616.

### Земля-А
На Земле-А Джонни не присоединился к космической экспедиции Рида Ричардса. Он участвовал в войне во Вьетнаме, где якобы был убит. Позже выяснилось, что Шторм выжил и был спасён Арканом, который даровал ему суперспособности и новую личность Гаарда.

### Heroes Reborn
В реальности Heroes Reborn, созданной после битвы с Натиском, Джонни является владельцем популярного казино, который профинансировал полёт в космос Рида Ричардса. Для запуска корабля были необходимы их с Сьюзан отпечатки ладоней. Также он представлен как заклятый соперник Бена Гримма.
После нападения агентов Доктора Дума, Джонни, в конечном итоге, отправился в космос на прототипе космического корабля Рида, поскольку ему больше некуда было идти. Во время полёта космическая аномалия наделила его и других астронавтов суперспособностями. После падения корабля, Джонни спас Рида и свою сестру.

### Marvel Mangaverse
Во вселенной Marvel Mangaverse образ Человек-факел был разделён на двух отдельных персонажей. Первый — член Фантастической четвёрки на Земле-2301a и зеркальная противоположность Джонни Шторма с Земли-616 с точки зрения личности. Команда использует блоки питания, чтобы усилить свои способности, достигнув уровня меха, чтобы сражаться с монстрами размером с Годзиллу, которые, по всей видимости, постоянно атаковали Землю. Во втором томе Mangaverse, действие которого происходит на Земле-2301b, появилась женская версия персонажа по имени Джоната Шторм, сводная сестра Сиу Шторм. Джоната отличалась вспыльчивостью и, в ходе сражений, периодически напевала «Я богиня адского огня». Она не считала себя импульсивной, утверждая, что так её можно охарактеризовать только по сравнению с «нервными» товарищами по команде. В образ New Mangaverse Джонаты подвергся переосмыслению, в результате чего она стала намного моложе и начала заплетать волосы в две косички вместо нескольких кос. После того, как она стала свидетельницей убийства других членов Фантастической четвёрки убийцей со сверхспособностями, она присоединилась к Человеку-пауку Женщине-пауку (Мэри Джейн Уотсон), Чёрной кошке, Росомахе и Железному человеку в надежде отомстить.

### House of M
В реальности House of M Джонни был участником Смертельной Битвы Людей с мутантами. Он не обладал какими-либо суперсилами, вместо этого нося экзоскелет со способностью воспламеняться.

### Earth X
В реальности Earth X Фантастическая четвёрка и Капитан Америка отправились на сражение с Доктором Думом, который намеревался напасть на ООН, подчинив волю Нэмора. В завязавшемся бою Подводник сломал Человек-факелу шею, и тот моментально погиб. Тогда племянник Человека-факела — Франклин проклял Нэмора. Позже Джонни помог Мар-Веллу победить Смерть. После этого Шторм был допущен в Рай, где ему дали часть Космического Куба, с помощью которого тот смог перестроить окружающее его пространство по своему желанию. Джонни создал Рай, в котором он был известным гонщиком. Вскоре Джонни надоела эта жизнь и он начал пить. В дальнейшем был возвращён на Землю Ридом Ричардсом.

### MC2
Во вселенной Marvel Comics 2 Джонни был женат на Лайдже и стал лидером Фантастической пятёрки. После возвращения Рида и Сью, Ричардс возобновил своё лидерство. Шторм собирался уйти из команды, чтобы создать свою, но вскоре Рид впал в кому и Джонни вновь стал лидером.

### Marvel Zombies
В этой реальности обезумевший Рид Ричардс заразил своих товарищей по команде зомби вирусом. Затем Джонни, Сью и Бен передали этот вирус самому Риду. После этого зомби-Фантастическая четвёрка отправилась поедать живых людей и инфицировать супергероев и суперзлодеев. Когда Ultimate-версия Рида Ричардса попала в их мир, они переместились в Ultimate-вселенную, чтобы погубить и её, однако потерпели поражение и оказались заперты в тюремной камере. Благодаря уловке зомби-Мистера Фантастика им удалось выбраться, после чего они атаковали здание Бакстера. Зомби-Человека-факела и других членов зомби-Фантастической четвёрки победил Рид Ричардс в теле Доктора Дума, после чего их остатки были выброшены в зомби-вселенную.

### Spider-Verse
В The Amazing Spider-Man, в сюжетной линии Spider-Verse, Алый Паук (Каин) и Человек-паук (Бен Рейли) сражались с Джонни Штормом (Земля-802), который являлся главой безопасности Здании Бакстера и служил одному из Наследников, Дженниксу.

### Ultimate Marvel

Ultimate Человек-факел на обложке Ultimate Fantastic Four #11 (Ноябрь, 2004). Художник — Стюарт Иммонен.

Во вселенной Ultimate Marvel Джонатан Спенсер Шторм был младшим ребёнком в семье учёного доктора Франклина Шторма. Тем не менее, в отличие от своей старшей сестры Сью, Джонни не унаследовал любовь к науке от своего отца. Свои ранние годы юноша провёл в лабораториях Здания Бакстера. Вместе со Сью он посетил запуск телепортирующего устройства Рида Ричардса в пустыне Невады. В ходе демонстрации, Джонни прошёл через параллельное измерение, известное как N-зона, в результате чего приобрёл способности к воспламенению. Вскоре Джонни очнулся на больничной койке и нечаянно загорелся. Тогда Джонни забрали в Здание Бакстера, по пути в которое он понемногу учился контролировать свои способности. Вскоре на здание напали и Джонни выпал из окна на улицу. Падая вниз, Шторм выяснил, что может летать, пока находится в пламенном состоянии. Вместе с Ричардсом и Беном Гриммом, он спас Сью от бывшего учёного из Здания Бакстера доктора Артура Малкевича и остановил его искусственно выращенных чудовищ. В дальнейшем Рид, Сью, Джонни и Бен сформировали супергеройскую команду, известную как Фантастическая четвёрка.
Джонни мечтал использовать свои силы и быть героем, однако его отец настаивал на окончании школы. Шторм отправился в школу в Квинсе и быстро завёл друзей в лице Лиз Аллан, Мэри Джейн Уотсон и Питера Паркера. Во время пикника он случайно загорелся от костра, чем напугал своих сверстников. Покинув школу, он вернулся лишь для того, чтобы извиниться перед Лиз. Тем не менее, Лиз, которая всю жизнь боялась мутантов, не приняла объяснений. Питер, переодевшись Человеком-пауком, решил поговорить с Джонни, однако молодые люди прерывали беседу, заметив загоревшийся неподалёку дом, после чего спасли мирных жителей города. Джонни воспрял духом и согласился с Человеком-пауком, что недостатки суперсил перевешиваются пользой, и вернулся в Здание Бакстера. Некоторое время спустя, Джонни вернулся в школу в Квинсе, где встретил Питера Паркера, Бобби Дрейка, Мэри Джейн, Китти Прайд и Конга Макфарлайна. Он попытался возобновить общение с Лиз, однако впоследствии выяснилось, что она тоже является мутантом, после чего девушка направилась на обучение в школу Людей Икс.
Во время событий комикса-кроссовера Ultimatum, Человек-факел прервал своё свидание с моделью, чтобы остановить Стервятника. Во время погони он познакомился с таинственной героиней Женщиной-пауком. Вернувшись домой, Джонни поссорился с отцом, который был недоволен образом жизни своего сына. Джонни заявил, что собирается меняться и больше не будет походить на свою старшую сестру. Когда волна Ультиматума накрыла Нью-Йорк и Здание Бакстера, отец и сын упали в воду. Джонни пытался спасти отца, но потерпел неудачу. Позже Джонни был захвачен Дормамму, который хотел забрать его способности. Он заточил Шторма в свой амулет, из которого Факел наблюдал за смертью Доктора Стрэнджа-младшего. В дальнейшем он был спасён Сью и Беном.
Вместе со своей семьёй и друзьями Джонни присутствовал на похоронах Франклина Шторма. После похорон Фантастическая четвёрка была расформирована, тогда как Джонни отправился в полугодовое путешествие по Европе.
Некоторое время спустя, Шторм переехал в дом Паркеров, где его приютила Тётя Мэй, и он начал жить с ней, Питером, Гвен Стейси и Бобби Дрейком. Позже он покрасил волосы в тёмный цвет и поступил в среднюю школу Мидтауна. Из-за охватившей город ненависти к мутантам, он и Бобби выдавали себя за кузенов Питера. Вскоре Джонни и Питер присоединились к Нику Фьюри, чтобы помочь ему отбить атаку инопланетного существа. Шторм заметил, что Здание Бакстера тоже подверглось нападению, и отправился туда. Джонни прибыл в то время, как на Сью и Бена напал инопланетянин. Сью, Бен, Джонни и Питер посетили дом Рида и обнаружили, что тот погиб вместе с другими членами его семьи. Позже выяснилось, что настоящий Ричардс жив и находился в N-зоне, будучи тем самым человеком, который стоял за недавними нападениями. В отместку за то, что Рид причинил боль Сью, Джонни обжёг ему половину лица. Тем временем Нове и Человеку-Пауку удалось украсть изобретение, которое разрабатывал Рид для перемещения между вселенными. После этого все герои вернулись назад, за исключением Рида, который остался в N-зоне без права на возвращение.
По возвращении в дом Паркеров, Джонни и Бобби столкнулись с Норманом Озборном и Зловещей шестёркой. Шторм вступил с ними в схватку, однако потерпел поражение от руки поглотившим его пламя Зелнёным гоблином. Очнувшись, Джонни стал свидетелем смерти Питера.
После гибели Человека-паука, Джонни и Бобби скрылись в подземном жилище Китти Прайд, где объединились с Шельмой и Джимми Хадсоном. Когда Китти, Джимми, Бобби и Шельма отправились в Юго-западный штат, Человек-факел решил остаться с юными мутантами, после чего был схвачен Стражами. Вскоре агенты Щ.И.Т.а нашли Джонни Шторма на улицах Бруклина со следами сильного обезвоживания и жутких продолжительных пыток.
Позже, в Ultimate Comics: Ultimates #28, обезумевший Рид Ричардс похитил находящегося в коме Джонни из госпиталя и превратил в киборга, чтобы тот отправился в раскалённое ядро Земли и нашёл последний Камень Бесконечности. Впоследствии был освобождён из-под контроля Невидимой леди, после чего Джонни помог Железному человеку лишить Ричардса Камней.
В дальнейшем участвовал в битве с Галактусом. После восстановления Ultimate-вселенной сражался бок о бок с Питером Паркером и членами Алтимейтс против Зелёного гоблина.

### Counter-Earth
На Анти-Земле аналоги Фантастической четвёрки захватывают экспериментальный космический корабль, чтобы стать первыми людьми, полетевшими в космос. Человек-Зверь сводит на нет эффекты космического излучения для каждого из них, за исключением Рида Ричардса, для которого последствия облучения наступают лишь 10 лет спустя. Версия Джонни Шторма погибла из-за воздействия космических лучей.

### What If?
В мире обозначенном как Земля-772 команда Ричардса приняла Человека-паука, переименовав команду в Фантастическую пятёрку. Позже герои вступили в бой со Стервятником, во время которого Джонни сжёг злодею крылья, лишив возможности летать. Через некоторое время Джонни, Бен, Рид и Питер полетели на Луну, где встретились с Красным Призраком и его Супер-обезьянами, но Сью была похищена Нэмором, управляемым Кукловодом. Когда герои отправились спасать сестру Джонни, они были ошеломлены тем, что Сью решила остаться с Нэмором. После этого Джонни дальше продолжил работать с Беном, Ридом и Питером, но уже как Фантастическая Четвёрка. Рид и Джонни пытались много раз забрать Сью назад, но вскоре выяснилось, что у неё с Нэмором родится ребёнок. Тогда Ричардс пытался настроить ООН против Атлантиды, но вскоре сам соорудил бомбу и устроил нападение вместе с Джонни. Но Рид одумался и обезвредил бомбу, так как понял, что может навредить Сью и её будущему ребёнку. Когда герои уходили, Джонни крикнул, что когда-нибудь отомстит атлантам. Позже Сью вновь вернулась в Фантастическую пятёрку, и они стали путешествовать в Негативной Зоне, где получили устройство, которое могло спасти Сью и ребёнка. Позже Джонни вернулся со своими друзьями домой, где им удалось спасти жизнь Сью.
В What If? #6 (Декабрь, 1977), подвергнувшиеся космическому облучению члены команды приобрели способности, основанные на их личностях. Джонни Шторм, очарованный механикой, стал Мэндроидом. Джонни и другие члены Фантастической четвёрки были убиты Иммортусом.
В What If? vol. 1, #11 (Май, 1978) была показана альтернативная вселенная, где сотрудники Marvel Comics 1960-х годов подверглись космическому облучению. Вице-президент Marvel Сол Бродски приобрёл способности Человека-Факела. Вместе со Стэном Ли, Джеком Кирби и Флориной Стейнберг он продолжил работать в редакции, став тайным участником Фантастической четвёрки.
What If? vol. 2 #11 продемонстрировала несколько возможных реальностей, в каждой из которых члены Фантастической четвёрки получили одни и те же способности:
- Огненные силы: в этой реальности квартет получил силы Человека-факела. Они решали использовать свои способности на благо человечества и сформировали Фантастическую четвёрку. Они сражались с такими злодеями как Человек-крот и инопланетная раса Скруллов. Во время противостояния с мистическим Чудотворцем, герои случайно подожгли дом, что привело к смерти молодой Анжелики Парсонс. Чувствуя ответственность за смерть Парсонс, команда распустилась, а Рид посвятил свою жизнь науке.
- Эластичные силы: в этой реальности Рид, Сью, Джонни и Бен получили эластичные способности. Решив стать супергероями, Рид и Сью постепенно влюбились друг в друга и покинули команду, чтобы посвятить жизнь семье. Рид продолжил заниматься наукой, в то время как Джонни стал всемирно известным Мистером Фантастиком.
- Чудовищные формы: космические лучи превратили квартет в монстров. Тело Ридо покрылось фиолетовой кожей, что сделало его похожим на Брута. Люди стали бояться героев и Рид убедил друзей покинуть цивилизацию и жить на острове монстров.
- Невидимые силы: в финале этой истории, Бен Гримм, Рид Ричардс, Джонни Шторм и Сьюзан Шторм получили часть способностей классической Невидимой леди. Рид обрёл способность проецировать невидимость на другие объекты. Рид и трое его друзей поступили на службу в новое подразделение ЦРУ под кодовым названием Щ. И. Т., полковника Ника Фьюри, где Рид был назначен начальником лаборатории. История пересказывает первое столкновение команды с Доктором Думом в этих условиях.

## Вне комиксов

### Телевидение
- В мультсериале «Фантастическая четвёрка» 1967 года Джонни озвучил Джек Флаундерс[98].
- В мультсериале «Фантастическая четвёрка» 1978 года место Человека-факела в команде занял робот по имени Г.Е.Р.Б.И. Права на использование Человека-факела находились у Universal Pictures, которая разрабатывала телевизионный фильм про персонажа, однако тот так и не был выпущен[99][100]. По этой же причине Человек-факел не появился в мультсериале «Человек-паук и его удивительные друзья» 1981 года и был заменён на Огненную звезду[101].
- В «мультсериале» 1994 года Человека-факела озвучили Брайан Остин Грин в 1 сезоне и Куинтон Флинн во 2[98].
- Человек-факел и другие члены Фантастической четвёрки появились в 5 сезоне мультсериала «Человек-Паук» 1994 года, где его вновь озвучил Флинн[98].
- В мультсериале «Невероятный Халк» 1996 года появление Джонни Шторма и всей остальной Фантастической четвёрки состоялось в эпизоде «Фантастическая стойкость».
- Джонни Шторм и другие члены Фантастической четвёрки должны были появиться во 2, так и не вышедшем сезоне мультсериала «Серебряный Сёрфер» 1998 года[102].
- Джонни появился в мультсериале «Фантастическая четвёрка: Величайшие герои мира» 2006 года, где его озвучил Кристофер Жако[98].
- Трэвис Уиллингхэм озвучил Человека-факела в мультсериале «Супергеройский отряд» 2009 года[98].
- В мультсериале «Мстители. Величайшие герои Земли» 2010 года Человека-факела озвучил Дэвид Кауфман[98].
- Джеймс Арнольд Тэйлор озвучил Человека-факела в мультсериале «Халк и агенты У.Д.А.Р.» 2013 года, в эпизоде «Больше никаких монстров»[98].

### Кино

#### Невышедший фильм Роджера Кормана
В невыпущенном фильме «Фантастическая четвёрка» Джонни Шторма сыграл Джей Андервуд. Он является младшим братом Сьюзан Шторм. Вместе с ней, её возлюбленным Ридом Ричардсом и лучшим другом последнего, Беном Гриммом, Джонни отправился в космическую экспедицию, цель которой заключалась в изучении пролетающей над Землёй кометы. Пролетая мимо кометы, команда подверглась воздействию исходящих из неё лучей, поскольку незадолго до полёта Ювелир подменил отвечающий за безопасность шатла алмаз. Совершив аварийную посадку на Земле, экипаж приобрёл удивительные способности. Джонни, в частности, научился окружать своё тело огнём и левитировать. В дальнейшем команда, получившая названием Фантастическая четвёрка, срывает козни Доктора Дума. Некоторое время спустя после этих событий, Рид и Сьюзан женятся и, вместе с Джонни и Беном, решают посвятить свои жизни борьбе с преступностью.

#### Фильмы 20th Century Fox
- В фильме «Фантастическая четвёрка» 2005 года роль Человека-Факела исполнил Крис Эванс[104]. Джонни, будучи младшим братом руководителя генетических исследований компании Виктора фон Дума Сью Шторм, становится первым пилотом корабля, который собирается совершить космическую экспедицию, организованную Ридом Ричардсом. Во время миссии, пятеро астронавтов подвергаются воздействию несвоевременно возникшей космической бури. Некоторое время спустя, они приобретают необычные суперспособности. Когда прозванная СМИ Фантастическая четвёрка становится центром внимания общественности, Джонни берёт себе псевдоним Человек-факел и придумывает прозвища для Сью, Рида и Бена, наслаждаясь свалившейся на него славой. Это приводит к разногласиям с товарищами по команде, каждый из которых, в отличие от Джонни, желает вернуться к нормальной жизни. Впоследствии, Виктор фон Дум пытается уничтожить членов Фантастической четвёрки по отдельности, выстрелив в Джонни самонаводящейся ракетой. Человек-факел переживает покушение фон Дума и присоединяется к совместной битве против него. При этом он открывает возможность летать и повышает температуру брони Виктора, после чего Бен резко охлаждает тело Дума и тот превращается в неподвижную статую. Джонни становится свидетелем предложения Рида, адресованного его сестре, а затем вычерчивает в небе огненный знак Фантастической четвёрки.
- В фильме «Фантастическая четвёрка: Вторжение Серебряного Сёрфера» 2007 года, свадьбу Рида и Сью прерывает появление инопланетного существа, известного как Серебряный Сёрфер. Человек-факел отправляется в погоню за ним, по окончании которого Сёрфер сбрасывает Шторма из открытого космоса на Землю. В результате столкновения с пришельцем, молекулы в теле Джонни оказываются в состоянии непрерывного изменения, и его прикосновение к другим членам Четвёрки приводит к обмену способностями. Ко всему прочему, Джонни узнаёт о намерении Рида и Сью покинуть команду и вернуться к нормальной жизни, отчего он чувствует себя преданным. В дальнейшем, военные привлекают к захвату Серебряного Сёрфера исцелившегося Виктора фон Дума. Объединив усилия, они, в конечном итоге, разлучает Сёрфера с его доской, источником силы. Дум вновь предаёт команду и крадёт доску, после чего Джонни убеждает капитана армии США Фрэнки Рей позволить им остановить Виктора. Человек-факел вбирает в себя силы всей команды и сам останавливает Доктора Дума, после чего возвращает друзьям способности. Чтобы помочь Серебряному Сёрферу остановить уничтожение Земли, начатое Галактусом, Факел догоняет его в космосе и передаёт ему свою огненную силу. Его молекулы перестают меняться после повторного прикосновения к доске Сёрфера. По прошествии этих событий, Рид и Сью женятся в Японии, на которой Джонни сопровождает Рэй. Когда Сьюзан бросает свадебный букет, он едва не достаётся Фрэнки, однако Джонни вовремя поджигает его во избежание потенциальной свадьбы. Во время церемонии Фантастическая четвёрка получает сообщение о беспорядках в Венеции и незамедлительно отправляется на спасательную миссию.
- В фильме-перезапуске «Фантастическая четвёрка» 2015 года роль Человека-факела исполнил Майкл Б. Джордан[105]. Он представлен как сын доктора Франклина Шторма и приёмный брат Сьюзан Шторм. Он участвует в уличных гонок, в ходе которых попадает в аварию и ломает руку. Отец заявляет, что вернёт ему машину только если тот присоединиться к нему и Сью в работе над телепортирующим устройством. Неохотно согласившись, Джонни присоединяется к разработчикам из Фонда Бакстера и знакомится с молодым учёным Ридом Ричардсом. Команде удаётся создать телепорт, однако, вопреки их ожиданию, в качестве испытателей правительство решает взять сотрудников NASA. Джонни, Рид, Виктор фон Дум и Бен Гримм решают сохранить за собой право первооткрывателей и телепортируются в иную реальность, известную как Планета 0. Вернувшись обратно, Джонни, Рид и Бен, а также находившаяся в радиусе действия телепорта Сьюзан приобретают сверхсилы, из-за чего военные сажают их на карантин и подвергают различным экспериментам. Сбежать удаётся только Риду, в то время как из остальных правительство решает сделать живое оружие на госслужбе. Год правительство обнаруживает Рида и убеждает его помочь в активации Квантовых врат. Вернувшийся с Планеты 0 Виктор заявляет о своём намерении уничтожить Землю и убивает учёных, включая Франклина Шторма. Рид, Сью, Джонни и Бен прибегают к командной работе, чтобы остановить Дума и предотвратить разрушение Земли. Вернувшись, они решают работать вместе и отстаивают свою независимость у правительства. Ко всему прочему, Рид придумывает название для их группы.

#### Кинематографическая вселенная Marvel
Джозеф Куинн сыграл Человека-факела в фильме «Фантастическая четвёрка: Первые шаги».
Крис Эванс вернулся к роли Джонни Шторма / Человека-факела в качестве камео в фильме «Дэдпул и Росомаха».

### Видеоигры
- Человек-факел дебютировал в видеоиграх в 1984 году, в приключенческой игре Скотта Адамса Questprobe: Featuring Human Torch and the Thing, выпущенной для Apple II, Atari 8-bit, Commodore 64, DOS, Acorn Electron и ZX Spectrum[108].
- Человек-факел появляется в качестве камео в The Amazing Spider-man 2 1992 года для Game Boy и PlayStation 2.
- Человек-факел является одним из игровых персонажей в Fantastic Four 1997 года для PlayStation.
- Джонни играет эпизодическую роль в Spider-Man: The Animated Series 1995 года для Sega Mega Drive и Super Nintendo. По достижении определённого уровня игры, Человек-факел может быть вызван в качестве персонажа-поддержки.
- Даран Норрис озвучил Человека-факела в игре Spider-Man 2000 года[98]. В заставке он побуждает Человека-паука найти Мэри Джейн Уотсон, которую похитил Веном. В конце игры он танцует с Чёрной кошкой.
- Человек-факел является одним из игровых персонажей в Fantastic Four 2005 года, основанной на одноимённом фильме, где его озвучили Крисом Эванс в основном сюжете и Куинтон Флинн на бонусных уровнях[98].
- У Человека-факела есть собственная игра для Game Boy под названием Fantastic Four: Flame On 2005 года.
- Человек-факел является одним из игровых персонажей в Marvel Nemesis: Rise of the Imperfects 2005 года, где его озвучил Кирби Морроу[98].
- Кауфман озвучил Ultimate-версию Человека-факела в Ultimate Spider-Man 2005 года[98]. В игре предусмотрена возможность устраивать с ним гонки по всему Нью-Йорку.
- Человек-факел, озвученный Джошем Китоном, является игровым персонажем в Marvel: Ultimate Alliance 2006 года. В игре доступны его классический, Ultimate, оригинальный и современный костюмы. Джонни имеет особые диалоги с Чёрной вдовой, Хэнком Пимом, Существом, Кристалл, Уату, Карнаком, Уайатом Уингфутом, Чёрным Громом и Шокером[109].
- В Fantastic Four: Rise of the Silver Surfer 2007 года, основанной на одноимённом фильме, Джонни озвучил Майкл Бродерик[98].
- Кауфман вновь озвучил Человека-факела в игре Marvel: Ultimate Alliance 2 2009 года[98].
- Джонни Шторм появляется как игровой персонаж в Marvel Super Hero Squad 2011 года, озвученный Энтони Дель Рио[98].
- Человек-факел доступен в рамках DLC для игры Little Big Planet[110].
- Человек-факел появляется в виртуальном пинболе Fantastic Four из серии Pinball FX 2, выпущенного Zen Studios[111], где его вновь озвучил Уиллингхэм[98].
- Человек-факел — игровой персонаж в Marvel: Avengers Alliance для Facebook.
- Роджер Крейг Смит озвучил Человека-факела в игре Marvel Avengers: Battle for Earth 2012 года[98].
- Человек-факел, озвученный, Мэтью Ян Кингом[98], — играбельный персонаж в MMORPG Marvel Heroes 2013 года. Тем не менее, по юридическим причинам он и другие члены Фантастической четвёрки были удалены из игры в 2017 году[112].
- Смит вновь озвучил Человека-факела в игре Lego Marvel Super Heroes 2013 года[98].
- Человек -факел является играбельным персонажем в Marvel: Future Fight для платформ iOS и Android[113].
- Человек-факел играбелен в мобильной игре Marvel Puzzle Quest[113].
- Ян Кинг вновь озвучил Джонни Шторма в игре Marvel Ultimate Alliance 3: The Black Order, в DLC Shadow of Doom[98].
- Человек-факел появляется как игровой персонаж в MOBA-игре Marvel Super War 2019 года.
- Человек-факел упоминается в игре Marvel’s Midnight Suns (2022)[114].

### Радио
В 1975 году, Билл Мюррей сыграл Джонни Шторма в радио-адаптации Fantastic Four, которая продлилась 13 недель.

## Критика и отзывы
Человек-факел занял 46-е место в списке 100 лучших героев комиксов по версии IGN. Журнал Wizard поставил героя на 90-е место в своём списке величайших персонажей комиксов.